# Louder Than Hell
Louder Than Hell je osmé studiové album americké metalové skupiny Manowar. Kytary se ujal nový kytarista Karl Logan. Kenny Earl "Rhino" Edwards nahrál dema pro album se skupinou, ale nečekaně se vrátil bubeník Scott Columbus.

## Seznam skladeb
1. "Return of the Warlord"
2. "Brothers of Metal Part 1"
3. "The Gods Made Heavy Metal"
4. "Courage"
5. "Number 1"
6. "Outlaw"
7. "King"
8. "Today Is a Good Day to Die"
9. "My Spirit Lives On"
10. "The Power"

## Sestava
- Eric Adams – zpěv
- Karl Logan – kytara
- Joey DeMaio – baskytara, klávesy
- Scott Columbus – bicí